# Mise en bière
Pour les articles homonymes, voir Bière (homonymie).

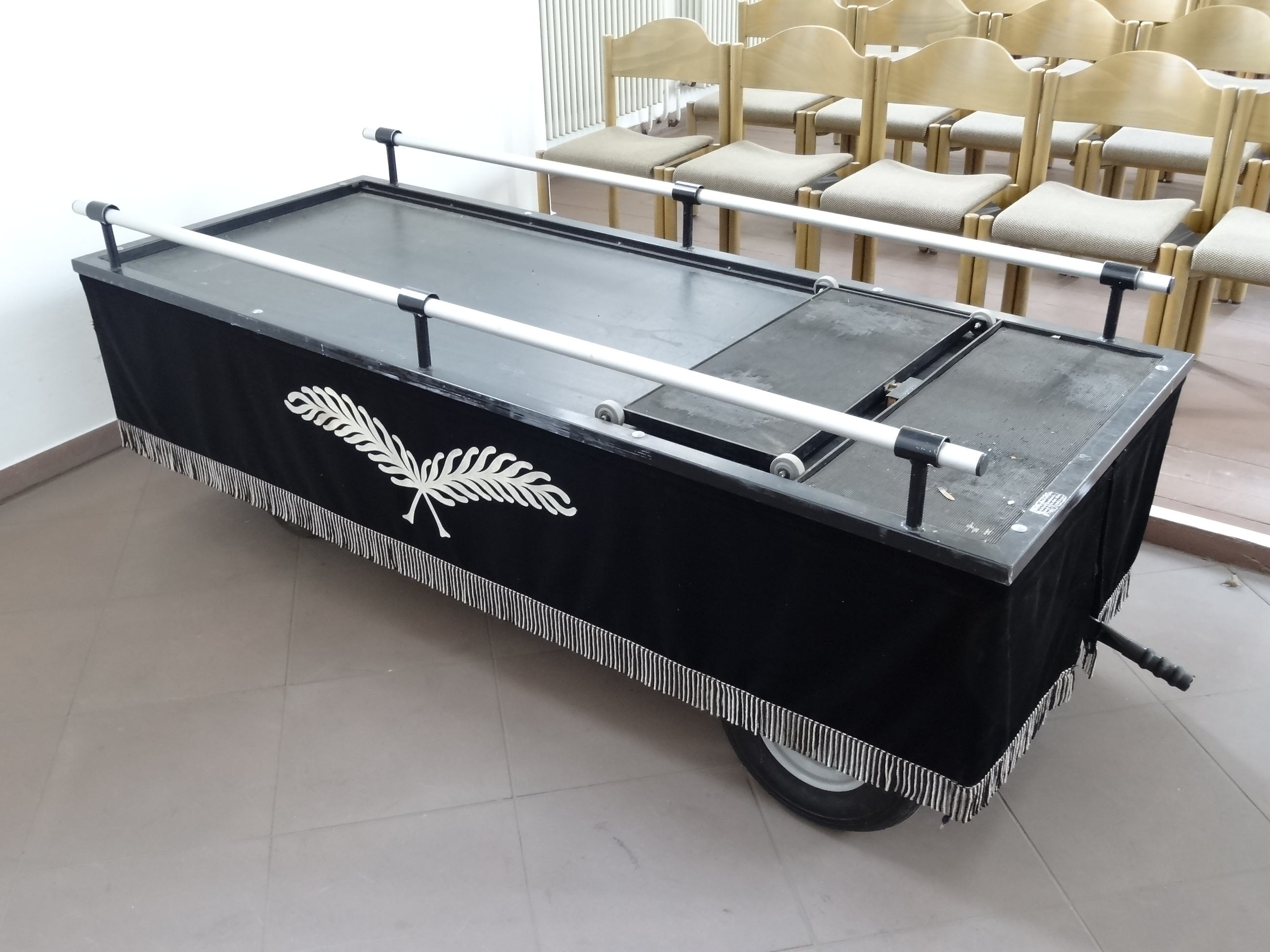
Mise en bière

La mise en bière est l'opération qu'effectuent les pompes funèbres en plaçant le corps d'un défunt dans son cercueil, avant sa fermeture puis la levée du corps.
À l’origine la bière était la civière placée sous le corps de la personne décédée et qui — comme le linceul — était souvent enterrée dans la fosse. Étymologiquement, bière est issu du vieux bas francique *bëra « civière » et est attesté en ancien français avec le sens de « brancard pour porter les morts » cf. allemand Bahre « civière ». Par extension, durant les grandes épidémies de peste, il a aussi été donné aux charrettes sur lesquelles l’on entassait les morts pour les conduire au bûcher.
La civière — planche sur laquelle on portait le mort — lui était fréquemment laissée comme couche ; le même mot désigna par la suite le cercueil de bois, sépulture des gens simples, opposé au sarcophage, sépulture de pierre des plus fortunés. 
La mise en bière est bien, littéralement, la mise en cercueil, sans rapport aucun avec la bière, boisson maltée du même nom.
En France, la mise en bière est obligatoire, d'après le code général des collectivités territoriales.